# Pál Kovács
Pál Ádám Kovács (ur. 17 lipca 1912 w Debreczynie, zm. 8 lipca 1995 w Budapeszcie) – węgierski szablista, wielokrotny medalista igrzysk olimpijskich i mistrzostw świata.
Na igrzyskach olimpijskich w Berlinie w 1936 roku razem z Aladárem Gerevichem, Tibor Berczellym, Endre Kabosem, László Rajcsányim i Imre Rajczym zwyciężył w zawodach drużynowych. W turnieju indywidualnym nie brał udziału.
Po zakończeniu II wojny światowej wystartował na igrzyskach olimpijskich w Londynie w 1948 roku, gdzie dwukrotnie stanął na podium. W szabli indywidualnej był trzeci, wygrywając pięć z siedmiu pojedynków w rundzie finałowej; ostatecznie uplasował się za Aladárem Gerevichem i Włochem Vincenzo Pintonem. Razem z Tiborem Berczellym, Rudolfem Kárpátim, Aladárem Gerevichem, László Rajcsányim i Bertalanem Pappem odniósł też zwycięstwo w zawodach drużynowych. Kolejne dwa medale wywalczył na igrzyskach olimpijskich w Helsinkach w 1952 roku. Najpierw Węgrzy w składzie: Gerevich, Berczelly, Kárpáti, Kovács, Rajcsányi i Papp zdobyli złoto w szabli drużynowej. Następnie zwyciężył w rywalizacji indywidualnej, wygrywając wszystkie osiem pojedynków w rundzie finałowej. Na podium wyprzedził Gerevicha i Berczelly'ego. Złoty medal w szabli drużynowej zdobył też podczas igrzysk w Melbourne w 1956 roku, startując wspólnie z Rudolfem Kárpátim, Aladárem Gerevichem, Attilą Keresztesem, Jenő Hámorim i Dánielem Magayem. W zawodach indywidualnych był tym razem szósty. Brał również udział w igrzyskach olimpijskich w Rzymie w 1960 roku, gdzie reprezentacja Węgier w składzie: Aladár Gerevich, Rudolf Kárpáti, Pál Kovács, Zoltán Horváth, Gábor Delneky i Tamás Mendelényi zdobyła drużynowo złoty medal. W rywalizacji indywidualnej tym razem nie wystąpił.
Podczas mistrzostw świata w Budapeszcie w 1933 roku razem z Aladárem Gerevichem, Györgym Pillerem, Endre Kabosem, Lajosem Maszlayem, László Rajcsányim i Antalem Zirczym wywalczył złoty medal w zawodach drużynowych. W tej samej konkurencji zdobywał następnie złote medale na mistrzostwach świata w Paryżu (1937), mistrzostwach świata w Sztokholmie (1951), mistrzostwach świata w Brukseli (1953), mistrzostwach świata w Luksemburgu (1954), mistrzostwach świata w Rzymie (1955), mistrzostwach świata w Paryżu (1957) i mistrzostwach świata w Filadelfii (1958). Ponadto czterokrotnie zdobywał medale w turniejach indywidualnych: złote na MŚ 1937 i MŚ 1953 oraz srebrne na MŚ 1951 (plasując się za Gerevichem) i MŚ 1954 (plasując się za Kárpátim).
W 1935 roku ukończył Akademię Wojskową Cesarzowej Ludwiki. Od 1941 roku walczył na froncie wschodnim. Pod koniec wojny uciekł z rodziną do Friedrichshafen, gdzie dostał się do niewoli. Po wojnie pracował jako inżynier w fabryce, a od 1956 roku prowadził kawiarnię w Budapeszcie. W latach 1963–1968 był prezydentem Węgierskiego Związki Szermierki, a od 1968 był członkiem Węgierskiego Komitetu Olimpijskiego. W latach 1981–1988 był wiceprezydentem Międzynarodowej Federacji Szermierczej (FIE).
Szermierzami byli jego synowie, Attila i Tamás.